# Sup'Biotech
Sup'Biotech, també anomenada ISBP, és una Grande école d'enginyeria de França, a Villejuif i Lió, creada el 2003. És un establiment públic d'ensenyament superior i recerca tècnica que lliura el diploma d'enginyer en biotecnologia i cursus oberts en línia de MOOC.